# Decomposizione di una matrice
In matematica, in particolare in algebra lineare, la decomposizione di una matrice o fattorizzazione di una matrice è la  fattorizzazione di una matrice nel prodotto di più matrici. Vi sono diverse decomposizioni matriciali in letteratura, ognuna delle quali associata ad una certa classe di problemi.

## Elenco di alcune delle decomposizioni più utilizzate
- Decomposizione LU
  - Applicabile a: matrici quadrate.
  - Decomposizione: {\displaystyle A=LU}, dove {\displaystyle L} è una matrice triangolare inferiore e {\displaystyle U} una matrice triangolare superiore.
- Decomposizione di Cholesky
  - Applicabile a: matrici quadrate, matrici simmetriche, definite positive.
  - Decomposizione: {\displaystyle A=U^{T}U}, dove {\displaystyle U} è una matrice triangolare superiore con elementi sulla diagonale positivi.
- Decomposizione QR
  - Applicabile a: matrici di dimensione {\displaystyle m\times n}.
  - Decomposizione: {\displaystyle A=QR} dove {\displaystyle Q} è una matrice ortogonale di dimensione {\displaystyle m\times m} e {\displaystyle R} una matrice triangolare superiore di dimensione {\displaystyle m\times n}.
- Decomposizione ai valori singolari
  - Applicabile a: matrici di dimensione {\displaystyle m\times n}.
  - Decomposizione: {\displaystyle A=UDV^{H}}, dove {\displaystyle D} è una matrice diagonale non-negativa, {\displaystyle U} e {\displaystyle V} sono matrici unitarie, e {\displaystyle V^{H}} denota la trasposta coniugata di {\displaystyle V}.
- Teorema spettrale
  - Applicabile a: matrici quadrate con autovettori distinti (ma non necessariamente anche distinti autovalori).
  - Decomposizione: {\displaystyle A=VDV^{-1}}, dove {\displaystyle D} è una matrice diagonale composta da autovalori di {\displaystyle A} e le colonne di {\displaystyle V} sono i corrispondenti autovettori.
- Forma canonica di Jordan
  - Applicabile a: matrici quadrate.
  - La forma canonica di Jordan generalizza la decomposizione spettrale a casi in cui vi sono autovalori ripetuti e non è possibile effettuare la diagonalizzazione. Vi è inoltre la decomposizione di Jordan-Chevalley, che può essere facilmente descritta quando si conosce la forma canonica di Jordan; a differenza di essa, però, esiste sotto ipotesi più deboli (non richiede la scelta di una base).
- Decomposizione di Schur
  - Applicabile a: matrici quadrate.
  - Decomposizione (versione complessa): {\displaystyle A=UTU^{H}}, dove {\displaystyle U} è una matrice unitaria, {\displaystyle U^{H}} è la trasposta coniugata e {\displaystyle T} è una matrice triangolare superiore detta forma di Schur complessa, che possiede gli autovalori di {\displaystyle A} sulla diagonale. Una matrice complessa ammette sempre una decomposizione di Schur.
  - Decomposizione (versione reale): {\displaystyle A=VSV^{T}}, dove {\displaystyle A}, {\displaystyle V}, {\displaystyle S} e {\displaystyle V^{T}} (la trasposta di {\displaystyle V}) sono matrici reali. In tal caso {\displaystyle V} è ortogonale, {\displaystyle S} è una matrice triangolare superiore a blocchi detta forma di Schur reale. Una matrice reale ammette una decomposizione di Schur se e solo se posside tutti gli autovalori reali.
- Decomposizione QZ
  - Applicabile a: due matrici quadrate.
  - Decomposizione (versione complessa): {\displaystyle A=QSZ^{H}} e {\displaystyle B=QTZ^{H}} dove {\displaystyle Q} e {\displaystyle Z} sono unitarie, {\displaystyle S} e {\displaystyle T} triangolari superiori.
  - Decomposizione (versione reale): {\displaystyle A=QSZ^{T}} e {\displaystyle B=QTZ^{T}}, dove {\displaystyle A}, {\displaystyle B}, {\displaystyle Q}, {\displaystyle Z}, {\displaystyle S} e {\displaystyle T} sono matrici reali. In tal caso {\displaystyle Q} e {\displaystyle Z} sono ortogonali, {\displaystyle S} e {\displaystyle T} triangolari superiori a blocchi.
- Fattorizzazione di Takagi
  - Applicabile a: matrici quadrate, complesse e simmetriche.
  - Decomposizione: {\displaystyle A=VDV^{T}}, dove {\displaystyle D} è diagonale e non-negativa e {\displaystyle V} è unitaria.
- Fattorizzazione non-negativa
  - Applicabile a: matrici di dimensione {\displaystyle m\times n} non-negative.
  - Decomposizione: {\displaystyle A=WH}, dove {\displaystyle W} e {\displaystyle H} possiedono elementi positivi.
  - La fattorizzazione non negativa è una soluzione, in genere di minimo locale, della funzione obiettivo:

{\displaystyle f(W,H)={\frac {1}{2}}\|A-WH\|_{F}^{2}}
con i vincoli {\displaystyle w_{i,j}\geq 0} e {\displaystyle h_{h,k}\geq 0}.

## Altre decomposizioni
- Decomposizione polare
- Analisi delle componenti principali